# بنت من البنات (فلم)
فيلم بنت من البنات بطولة أحمد مظهر يوسف شعبان سمير صبرى نور الشريف سهير البارونى عليه عبد المنعم احمد الجزيرى حسين نور الشريف.